# Connor Swindells
Connor Swindells, född 19 september 1996 i Sussex, är en brittisk skådespelare.
Swindells har bland annat medverkat i filmerna Barbie och Scoop. Han har även medverkat i TV-serien Sex Education.

## Filmografi (i urval)
- 2017 – Syndarnas hus (TV-serie)
- 2019–2023 – Sex Education (TV-serie)
- 2020 – Emma
- 2023 – Barbie
- 2024 – The Completely Made-Up Adventures of Dick Turpin (TV-serie)
- 2024 – Scoop
- 2024 – Wilhelm Tell
- 2026 – The Entertainment System is Down